# Acalypha acapulcensis
Acalypha acapulcensis är en törelväxtart som beskrevs av Merritt Lyndon Fernald. Acalypha acapulcensis ingår i släktet akalyfor, och familjen törelväxter. Inga underarter finns listade i Catalogue of Life.